# Skrakatjärnen, Västerbotten
Skrakatjärnen är en sjö i den del av Bjurholms kommun som ligger i Västerbotten. Den ingår i Öreälvens huvudavrinningsområde.